# Roosevelt Skerrit
Roosevelt Skerritt, né le 8 juin 1972, est un homme d'État dominiquais, Premier ministre depuis le 9 janvier 2004. Il représente le Parti travailliste de la Dominique, d'abord en qualité de député puis en tant que chef de file, depuis 2000.
Il est également président de la Communauté caribéenne à trois reprises : en 2010, en 2016 et en 2023.

## Jeunesse et études
Skerritt obtient une licence d'anglais et de psychologie à l'université du Mississippi, aux États-Unis. Il est de confession catholique. Skerrit est également connu sous le nom de « Roozey » par certains de ses proches et amis.

## Parcours politique

### Débuts
À la suite de son entrée au Parlement en tant que député en 2000, Skerritt devient ministre des Sports et de la Jeunesse, puis également ministre de l'Éducation.

### Premier ministre

#### Arrivée au pouvoir
Lorsque le Premier ministre Pierre Charles décède le 6 janvier 2004, Skerritt est choisi pour le remplacer. Il prend alors également la tête du Parti travailliste. Lors des élections législatives de 2005, le parti remporte douze sièges et 52 % des voix ; Skerritt conserve donc son poste de Premier ministre. À l'âge de 36 ans, il est lors de son élection le plus jeune chef de gouvernement au monde, dépassant Joseph Kabila de la république démocratique du Congo. En décembre 2010, Skerrit reste le plus jeune chef de gouvernement de l'hémisphère occidental et le troisième plus jeune au monde, dépassé par le président malgache Andry Rajoelina et le monténégrin Igor Lukšić.

#### Politique étrangère

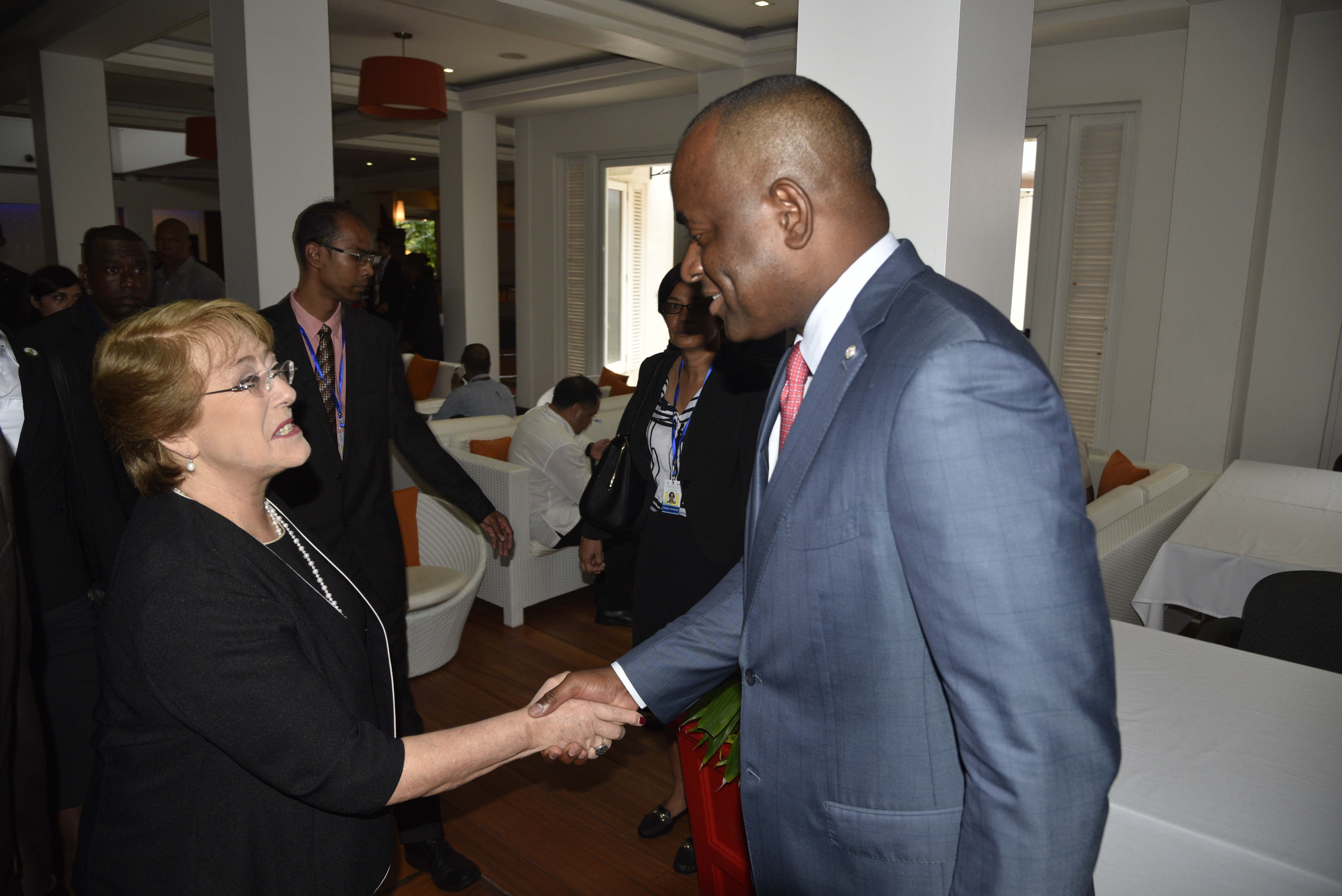
Skerrit et la présidente chilienne Michelle Bachelet en juillet 2016.

En avril 2004, Skerritt établit des relations diplomatiques avec la république populaire de Chine, et rompt donc les relations qu'entretenaient jusque-là la Dominique avec la république de Chine (Taïwan). La RPC fournit alors à la Dominique une aide au développement d'un montant de près de 70 000 000 € .
Skerritt s'est également rapproché de Fidel Castro et de Hugo Chávez. Depuis, Cuba et le Venezuela versent une aide au développement à la Dominique. La Dominique de Skerritt est membre de l'alliance Petrocaribe et de l'Alternative bolivarienne pour les Amériques.

#### Réélections
Un sondage en février 2007 indique que son taux de popularité en Dominique serait de 58 % . Il est réélu le 18 décembre 2009, le 8 décembre 2014, le 6 décembre 2019 et le 6 décembre 2022.
Le 6 décembre 2022, écrasante victoire du parti travailliste de Roosevelt Skerrit, aux élections législatives. Le scrutin, qui a été anticipé, selon la volonté du premier ministre réélu, a été boycotté par ses principaux opposants. les Travaillistes ont remporté 19 circonscriptions sur 21. Il s'agit du cinquième mandat consécutif de Skerrit.

#### Controverses

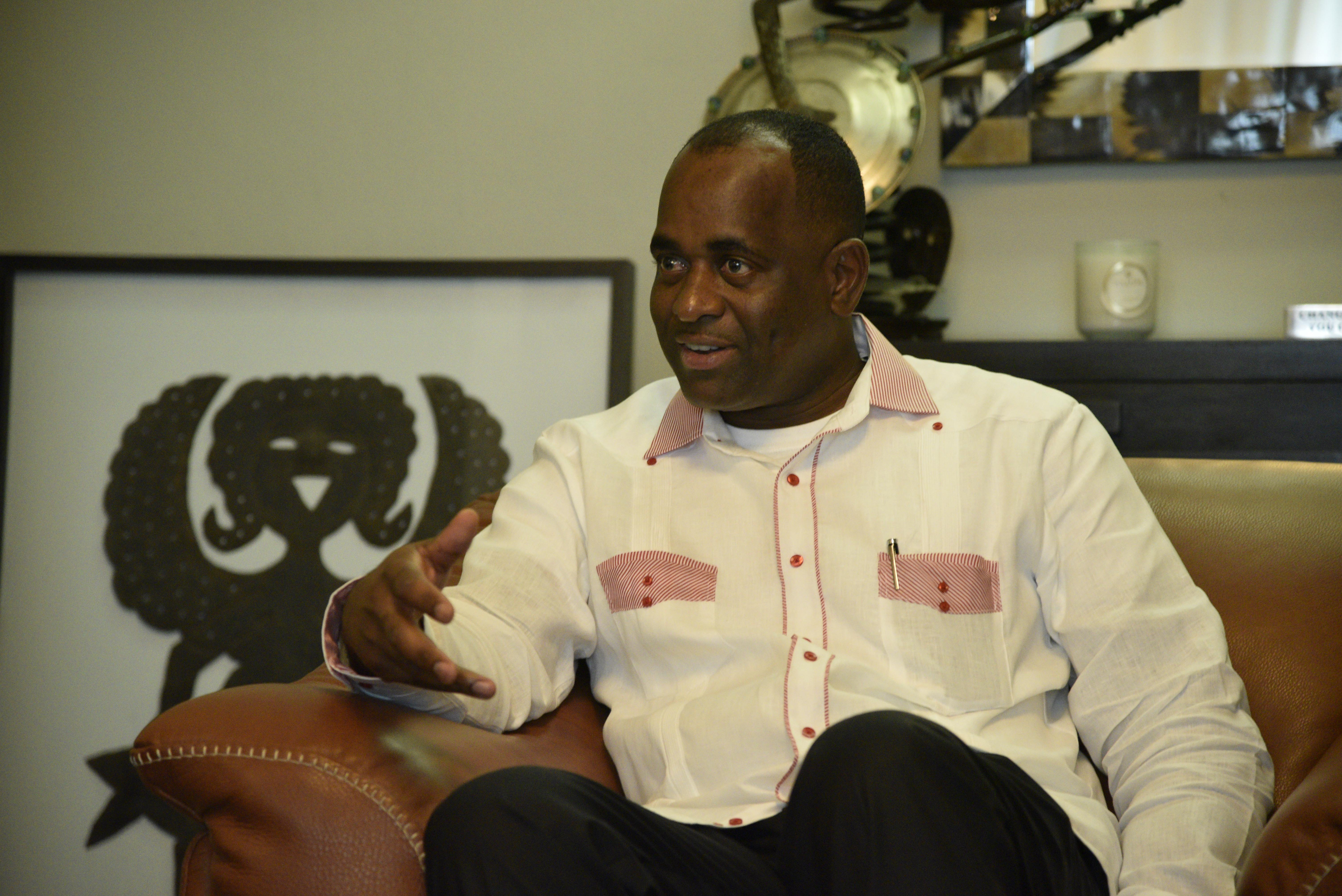
Skerrit en octobre 2016.

En 2015, le milliardaire chinois Ng Lap Seng a été arrêté par le FBI. Cela était dû à une enquête de l'ONU sur la corruption en cours. Skerrit est photographié avec Ng Lap Seng peu de temps avant son arrestation. Le Wall Street Journal a déclaré que Ng Lap Seng avait déclaré à ses associés qu'il avait aidé à persuader la Dominique de transférer la reconnaissance diplomatique à la Chine depuis Taïwan. Le parti d'opposition a scruté l'enquête contre Skerrit.
Une enquête d'Al Jazeera en 2019 allègue que Skerrit a reçu de l'argent en échange de passeports diplomatiques et d'ambassadeurs.